# Balladynopsis philippinensis
Balladynopsis philippinensis är en svampart som beskrevs av Syd. 1918. Balladynopsis philippinensis ingår i släktet Balladynopsis och familjen Parodiopsidaceae.   Inga underarter finns listade i Catalogue of Life.